# Neolophonotus zimbabwe
Neolophonotus zimbabwe là một loài ruồi trong họ Asilidae. Neolophonotus zimbabwe được Londt miêu tả năm 1985. Loài này phân bố ở vùng nhiệt đới châu Phi.